# 大山铺恐龙化石群遗址
大山铺恐龙化石群遺址，位於四川省自贡市東北郊的大山铺鎮，是现今中国规模最大的恐龙化石群遗址之一，是世界上发掘和保存侏罗纪恐龙化石最多的地方，是一个盛产一亿六千万年前的中侏罗世恐龙及其它脊椎动物化石的遗址，是中国最重要的恐龙化石埋藏地，也是世界上最重要的古生物化石埋藏地之一，成为“凝固的侏罗纪公园”。面积达17，000多平方米，有关当局仍然不断进行恐龙考古发掘，以了解恐龙在地球历史演化中的情況。1991年4月16日公佈為四川省第三批文物保護單位。

## 历史
该遗址最早于1972年发现，1977年首次发掘，获得一具较完整的蜥脚类恐龙骨架，1979年因基建施工化石被大量暴露。1979～1984 年间先后组织三次大规模的清理和发掘，在约2800平方米范围内获得恐龙及其它脊椎动物200多个个体的上万件化石骨骼标本，从中已研究定名了恐龙鱼类、两栖类、龟鳖类、鳄类、翼龙类、似哺乳爬行类等18个属21个种。估计整个化石群集中埋藏范围约17000平方米，化石骨骼10万块以上， 被誉为"恐龙公墓"。
1980年代中期，在该遗址上修建有中国第一座大型的恐龙遗址博物馆——自贡恐龙博物馆。博物馆占地面积6.6万多平方米，馆藏化石标本几乎囊括了距今2.05-1.35亿年前侏罗纪时期所有已知恐龙种类，是目前世界上收藏和展示侏罗纪恐龙化石最多的地方。被美国《全球地理杂志》评价为“世界上最好的恐龙博物馆”。
大山铺恐龙化石群遗址具有化石藏量巨大、门类齐全、埋藏集中、保存完整等特点。作为一处罕见的自然历史遗产，它所产出的化石不仅具有重要的科普教育和旅游观光价值，而且填补了恐龙演化史上侏罗纪早－中期恐龙化石材料缺乏的空白，对研究恐龙及其相关古动物的系统演化、生理特征、生活环境等具有十分重大的科学价值。大山铺发掘的各种恐龙及伴生物化石数以百计，组成了一个完整的“恐龙动物群”。其中包括了3个纲、11个目、15个科的属种，既有陆生、水生、两栖类，又有空中飞行的古脊椎动物；有长达20米的草食长颈椎蜥脚龙、凶猛的肉食恐龙和数量多而完整的短颈椎蜥脚龙，也有仅14米长的鸟脚龙。最珍贵的是目前世界上发掘最早的中侏罗纪剑龙和首次发现的翼龙，填补了恐龙演化史上的一段空白。自贡恐龙博物馆被评为“中国旅游胜地四十佳”之一。
从1989年起自贡恐龙走出国门，巡游天下。相继在日本、泰国、丹麦、美国、南非、澳大利亚、新西兰、韩国和香港等国家（地区）展出14次，出展城市23座，观众累计超过1000万人次。被外国友人誉为“一亿六千万年前的友好使者”。同时，自贡恐龙还赴上海、珠海、广州、北京、福州、大同、重庆、深圳等国内50多座大中城市展出，所到之处同样倍受欢迎，共计接待国内观众近100万人次，两个效益十分显著。2010年春节前后，自贡恐龙化石到台北、高雄展出，走红台湾。

## 自贡出土的主要恐龙
- 大山铺晓龙 Xiaosaurus dashanpensis
- 劳氏灵龙 Agilisaurus louderbacki
- 多齿何信禄龙 Hexinlusaurus multidens
- 鸿鹤盐都龙 Yandusaurus hongheensis
- 拾遗工部龙 Gongbusaurus shiyii
- 太白华阳龙 Huayangosaurus taibaii
- 四川巨刺龙 Gigantspinosaurus suchuanensis
- 多棘沱江龙 Tuojiangosaurus multispinus
- 巴山酋龙 Datousaurus bashanensis
- 董氏大山铺龙 Dashanpusaurus dongi
- 炎齿原颌龙 Protognathosaurus oxyodon
- 川城自贡龙 Zigongsaurus chuanchengensis
- 李氏蜀龙 Shunosaurus lii
- 张氏大安龙 Daanosaurus zhangi
- 东坡文雅龙 Abrosaurus dongpoensis
- 斧溪峨嵋龙 Omeisaurus fuxiensis
- 天府峨嵋龙 Omeisaurus tianfuensis
- 罗泉峨嵋龙 Omeisaurus luoquanensis
- 杨氏马门溪龙 Manebchisaurus youngi
- 粗壮云南龙 Yunnosaurus ribustus
- 自贡四川龙 Szechuanosaurus zigongensis
- 建设气龙 Gasosaurus constructus
- 甘氏四川龙 Szechuanosaurus campi
- 和平中华盗龙 Sinraptor hepingensis